# Dutch Button Works

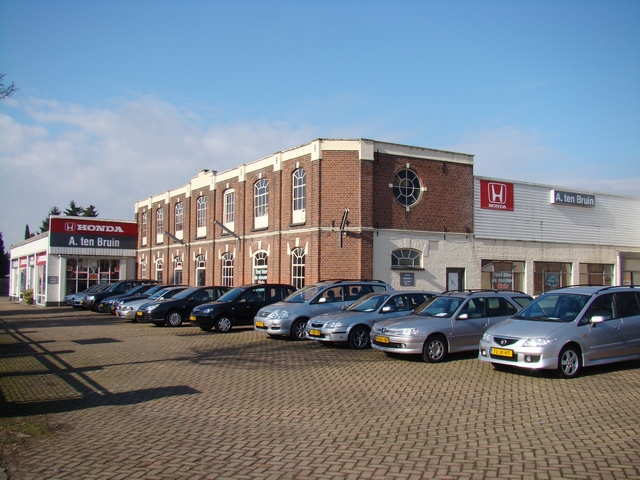
Voormalige knopenfabriek Dutch Button Works

Dutch Button Works was een knopenfabriek in Bredevoort in de Nederlandse provincie Gelderland die vanaf 1884 tot 1976 heeft bestaan. In de hoogtijdagen werkten ca 270 mensen bij dit bedrijf, ten tijde van de sluiting nog ca 44 mensen.

## Geschiedenis

### Oprichting tot de  Tweede Wereldoorlog
Het bedrijf is in 1884 opgericht door Willem te Gussinklo. Hij had zich bekwaamd in het vak van pijpenmakerij door te werken in diverse Duitse pijpenfabrieken en vestigde "de eerste pijpenfabriek van Nederland " in Aalten. Hij legde zich toe op het maken van de Duitse kromme pijp en wandelstokken. In 1905 startte het bedrijf ook met het fabriceren van knopen van buffelhoorn. Het hoornmateriaal kwam uit India en Brazilië.

Naast het buffelhoorn werd ook galaliet (met melk als hoofdbestanddeel) toegepast als grondstof voor de knopen. In 1923 werd de N.V. Dutch Button Works opgericht. Reden voor de naamsverandering was dat het bedrijf zich vooral op de Engelstalige markt richtte. 

In de loop van 1924 werd het oude gebouw te klein en het bedrijf verhuisde naar Bredevoort in de voormalige weverij van H. van Eijck & zoon.

Export werd belangrijker en vanwege de productiebehoefte werden de grondstoffen per trein aangevoerd en gelost op het station Bredevoort.In Berlijn en Bocholt werden dependances aangelegd.

### Tweede Wereldoorlog
Tijdens de Tweede Wereldoorlog waren grondstoffen schaars geworden en maakte men knopen van hout en startte men met de productie van luizenkammen nadat de kammenfabriek Ten Dam & Manschot uit Aalten was opgeheven. Van hertshoorn vervaardigde men knopen voor de zogenaamde jagersjassen en van schijven hertshoorn maakte men kleine asbakjes of kaarsenstandaards op een voet van palissanderhout. Het bedrijf werkte ook voor defensie (knopen voor de uniformen van de landmacht en marine) en opende, om de bevoorrading te waarborgen (achter de waterlinie), in 1940 een bijkantoor en magazijn in Amsterdam. 

### 1945 tot einde bedrijf
Na de Tweede wereldoorlog kreeg Japan een exportverbod voor nagenoeg alle producten en dat bood kansen voor het bedrijf om parelmoerenknopen te maken en te exporteren. Het parelmoer werd met schepen uit Indonesië gehaald. Het afval van de productie werd gebruikt als verharding onder wegen die na de oorlog werden aangelegd. Teruglopende resultaten zorgden onder meer voor de productiestop van de luizenkammen in 1950 en ontslag van uiteindelijk 200 mensen. 
Vier jaar later werd ook de productie van wandelstokken stopgezet. Een alternatief werd gevonden in polyester.  Het bedrijf startte separaat aan de knopenfabriek een tweede bedrijf, Polaris genaamd,  dat specifiek voor de landbouw polyester veevoer silo's ging bouwen. 
De knopenfabriek ging in 1963 over op de productie van kunststof knopen maar het bleek uiterst moeilijk om de concurrentie aan te gaan met andere producenten. Het bedrijf nam samen met een Engelse knopenfabriek de grootste knopenfabriek in Duitsland over.

In 1968 overleden zowel de oprichter als zijn zoon Willem die toen directeur van het bedrijf was. Zijn vrouw nam de leiding van het bedrijf over. Later trad haar zoon, na het volgen van de TU in Eindhoven, ook toe tot de directie. De oliecrisis in 1973 zorgden voor grondstof- en handelsproblemen.
Nadat pogingen tot een verregaande samenwerking met de knopenfabriek Nijkerk tot niets leidden was een faillissement onafwendbaar. Op 1 juni 1976 sloot de knopenfabriek in Bredevoort. Het polyesterbedrijf Polaris maakte een doorstart onder een andere naam.  

Het gebouw kwam op de slooplijst ondanks verzet van o.a. Bredevoorts Belang voor behoud van de voorgevel van het gebouw. Op de locatie zal uiteindelijk een nieuwbouwcomplex komen.